# Manlio Di Rosa
Manlio Di Rosa (Livorno, 14 september 1914 - Livorno, 15 maart 1989) was een Italiaans schermer.
Di Rosa nam viermaal deel aan de Olympische Zomerspelen en won tweemaal de gouden medaille met het floret team en tweemaal zilver met het team. In 1952 won hij individueel het brons. Door de Tweede Wereldoorlog gingen er in deze periode twee spelen niet door. Di Rosa werd individueel in 1951 wereldkampioen en met het team won hij vier wereldtitels.

## Resultaten

### Olympische Zomerspelen
| Jaar | Plaats    | Resultaten            |
| ---- | --------- | --------------------- |
| 1936 | Berlijn   | floret team           |
| 1948 | Londen    | floret team 6e floret |
| 1952 | Helsinki  | floret team floret    |
| 1956 | Melbourne | floret team           |

### Wereldkampioenschappen schermen
| Jaar | Plaats      | Resultaten           |
| ---- | ----------- | -------------------- |
| 1937 | Parijs      | floret team          |
| 1947 | Lissabon    | floret · floret team |
| 1949 | Caïro       | floret team          |
| 1950 | Monte Carlo | floret team          |
| 1951 | Stockholm   | floret · floret team |
| 1953 | Brussel     | floret team · floret |
| 1954 | Luxemburg   | floret tean          |
| 1955 | Rome        | floret team          |

1904: Fonst, Díaz, Van Zo Post ·
1920: Baldi, Costantino, A. Nadi, N. Nadi, Olivier, Puliti, Speciale, Terlizzi ·
1924: Cattiau, Coutrot, de Luget, Ducret, Gaudin, Jobier, Labatut, Perotaux ·
1928: Chiavacci, Gaudini, Guaragna, Pessina, Pignotti, Puliti ·
1932: Bondoux, Bougnol, Cattiau, Gardère, Lemoine, Piot ·
1936: Bocchino, Di Rosa, Gaudini, Guaragna, Marzi, Verratti ·
1948: Bonin, Bougnol, de Buhan, Lataste, d'Oriola, Rommel ·
1952: de Buhan, Lataste, Netter, Noël, d'Oriola, Rommel ·
1956: Bergamini, Carpaneda, Di Rosa, Lucarelli, Mangiarotti, Spallino ·
1960: Midler, Roedov, Sissikin, Svesjnikov, Zjdanovitsj ·
1964: Midler, Sissikin, Sjarov, Svesjnikov, Zjdanovitsj ·
1968: Berolatti, Dimont, Magnan, Noël, Revenu ·
1972: Dąbrowski, Godel, Kaczmarek, Koziejowski, Woyda ·
1976: Bach, Behr, Hein, Reichert, Sens-Gorius ·
1980: Bonin, Boscherie, Flament, Jolyot, Pietruszka ·
1984: Borella, Cerioni, Cipressa, Numa, Scuri ·
1988: Aptsiaoeri, Ibragimov, Koretsky, Mamedov, Romankov ·
1992: Koch, Schreck, Wagner, Weidner, Weißenborn ·
1996: Mamedov, Pavlovitsj, Sjevtsjenko ·
2000: Ferrari, Guyart, Lhotellier, Plumenail ·
2004: Cassarà, Sanzo, Vanni, Zennaro ·
2012: Valerio Aspromonte, Avola, Baldini, Cassarà ·
2016: Achmatchoezin, Safin, Tsjeremisinov ·
2020: Le Péchoux, Lefort, Mertine, Pauty ·
2024: Iimura, Matsuyama, Shikine, Nagano